# Tashkūh-e Soflá
Tashkūh-e Soflá (persiska: تَشكوهِ سُفلَى) är en ort i Iran.   Den ligger i provinsen Mazandaran, i den norra delen av landet, 110 km nordost om huvudstaden Teheran. Antalet invånare är 988.
Terrängen runt Tashkūh-e Soflá är platt åt nordost, men åt sydväst är den kuperad. Runt Tashkūh-e Soflá är det ganska glesbefolkat, med 39 invånare per kvadratkilometer. Närmaste större samhälle är Nūr, 4,9 km nordost om Tashkūh-e Soflá. 